# Radioproduktionsbolag
Radioproduktionsbolag är oberoende privatägda producenter av radioprogram eller radioreklam.
Radioproduktionsmarknaden för redaktionell radio i Sverige öppnades 2002 i och med att Produktionsbolaget filt fick uppdraget att producera kulturprogrammet Flipper åt Sveriges Radio P3. P3 hade tidigare gjort några mindre testproduktioner bl.a. programmet Klagomuren. Sveriges Radio har bestämt att år 2010 ska ca 225 miljoner per år spenderas på inköp av externt producerat material. Detta motsvarar ca 10% av Sveriges Radios totala budget.

## Svenska radioproduktionsbolag
- Produktionsbolaget filt - redaktionell radio